# So Much Tenderness
So Much Tenderness es una película dramática canadiense, dirigida por Lina Rodríguez y estrenada en 2022. La película está protagonizada por Noëlle Schönwald como Aurora, una abogada de Colombia que emigró a Canadá como refugiada después de que su esposo fuera asesinado en circunstancias misteriosas, pero cuyos esfuerzos por adaptarse cómodamente a su nueva vida se ven amenazados cuando su primo Edgar (Francisco Zaldua), quien pudo haber estado involucrado en el asesinato, resurge.
El elenco de la película también incluye a Natalia Aranguren, Deragh Campbell, Augusto Bitter, Andreana Callegarini-Gradzik, Charlotte Creaghan, Brad Deane, Sebastian Kowollik, Lee Lawson, Kazik Radwanski, Alejandra Adarve, John Goodwin, Robin Guillen, Lina Gómez, Douglas Hann y Alexander. MacDonald.
La película se rodó en 2021 en Toronto, Hamilton y Bowmanville, Ontario.
La película se estrenó en el programa Contemporary World Cinema en el Festival Internacional de Cine de Toronto de 2022 . La cinta también fue seleccionada para competir en la sección oficial (competencia internacional) de la 37.ª edición del Festival Internacional de Cine de Mar del Plata.

## Elenco
- Noëlle Schönwald como Aurora
- Natalia Aranguren como Lucía
- Deragh Campbell como Nancy
- Augusto Bitter como Félix
- Andreana Callegarini-Gradzik como Madison
- Charlotte Creaghan como Annabel
- Juan Pablo Cruz Pablo como Adrián
- Brad Deane como John
- Sebastian Kowollik como Alexander
- Lee Lawson como Simone
- Kazik Radwanski como Rob
- Francisco Zaldua como Edgar